# كاترين آن أندرسن
كاترين آن أندرسن (بالإنجليزية: Catherine Ann Andersen)‏ هي مربية ومُدرسة وكاتِبة نيوزيلندية، ولدت في 1 أغسطس 1870، وتوفيت في 15 سبتمبر 1957.